# رونالد كوزليكي
رونالد كوزليكي (بالإنجليزية: Ronald Kozlicki)‏ مواليد 12 ديسمبر 1944 في شيكاغو، هو لاعب كرة سلة أمريكي سابق. تم اختياره من قبل فريق هيوستن روكتس خلال الدرافت. حمل الرقم 42. يبلغ طوله 6 قدم 7 بوصة (2.0 م). لعب كرة السلة الجامعية في جامعة نورث وسترن. لعب مع إنديانا بايسرز في الدوري الأمريكي لكرة السلة للمحترفين.

## روابط خارجية
- رونالد كوزليكي على موقع سبورتس رفرنس (الإنجليزية)
- رونالد كوزليكي على موقع كلية كرة السلة في سبورتس رفرنس.كوم (الإنجليزية)
- رونالد كوزليكي على موقع ريلجم (الإنجليزية)
- رونالد كوزليكي على موقع بروبوليرز (الإنجليزية)